# Schloss Erdmannsdorf

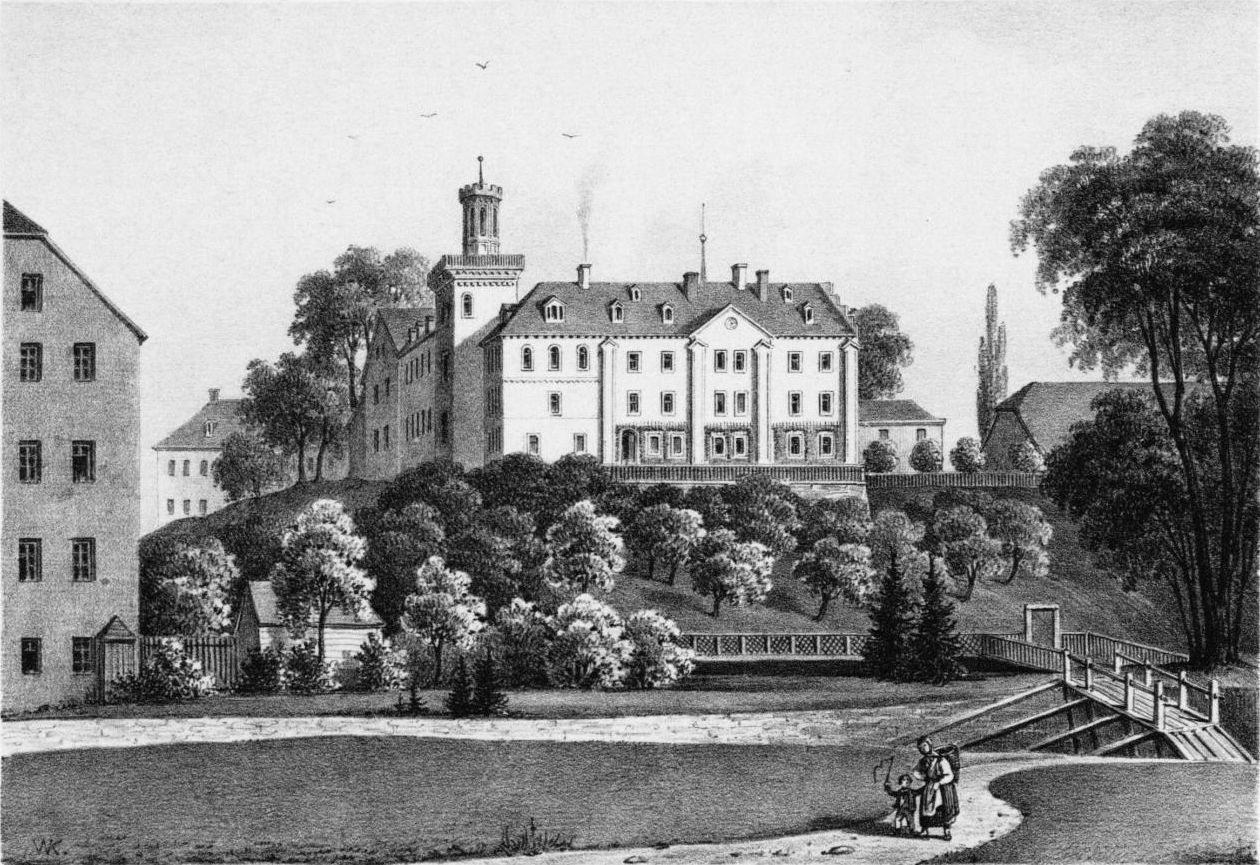
Schloss Erdmannsdorf, Ansicht von 1859

Das Schloss Erdmannsdorf ist ein Schloss im Stil des Historismus im gleichnamigen Ort Erdmannsdorf im Erzgebirge. Die Anlage steht im Süden des Ortes auf einem nach Südosten gerichteten Bergsporn über der Zschopau und ging aus einer mittelalterlichen Burganlage hervor.

## Beschreibung und Geschichte
Eine an dieser Stelle vermutlich um 1160 errichtete Wehranlage wurde im Jahr 1191 erstmals urkundlich als Herrensitz des Werner de Ertmarsdorf erwähnt. Dieser Werner gilt auch als Erbauer der ehemaligen Burg Nidberg bei Zöblitz. Die damalige Anlage kann aufgrund ihrer Lage zum Typus der Spornburgen gezählt werden und umfasste ein Areal mit einem Durchmesser von etwa 30 bis 40 Metern.
Bei späteren Umbauten zu einem Rittergut und dann zu einem Schloss wurde der Großteil der alten Bausubstanz zwar eingeebnet, doch der älteste Burgteil, das sogenannte Steinhaus, blieb bis heute erhalten. Im Keller des Schlosses findet sich mittelalterliche Bausubstanz.
Als Besitzer ist zunächst die gleichnamige Familie von Erdmannsdorff nachzuweisen. Dann folgt die ursprünglich aus Franken stammenden Patrizierfamilie Schütz, 1539 nobilitiert als von Schütz, wobei der kaiserliche Wappenbrief schon von 1486 stammte. Mit dem Adelsstand ausgestattet wurde der damalige Chemnitzer Bürgermeister Hieronymus von Schütz († 1552), dessen Enkel Ernst von Schütz in den Besitz von Erdmannsdorf gelange. Namhafteste Vertreter der Familie waren aber Julius Ernst von Schütz und Sohn Friedrich Wilhelm von Schütz. 1793 verkaufte die Familie von Schütz das Anwesen. Zuletzt ist als Erdmannsdorfer Grundherr das Adelsgeschlecht von Könneritz zu nennen. Unter Hans Heinrich von Könneritz begann 1843 der Umbau zum Schloss in seiner heutigen Gestalt. Der Schlossanbau wurde im Stil der Tudorgotik ausgeführt, dessen Schmuckelemente jedoch um 1965 bei der Erneuerung des Außenputzes zerstört wurden. Bereits 1829 wurde die alte auf dem Burggelände befindliche Ökonomie abgerissen, weil sie durch 1822 erbaute neue Wirtschaftsgebäude ersetzt worden war. Der Nachfahre Hans von Könneritz wurde als Kirchenpatron aktiv und ließ die Trinitatiskirche neu errichten. 1924 erbte sein nächst jüngerer Bruder Ferdinand Richard von Könneritz (1867–1943), den Herrensitz samt Gut. Er war standesgemäß verheiratet mit der Generalstochter Ilse Freiin von Uslar-Gleichen (1880–1967). Das Gut war 1925 verpachtet und hatte damals stabil 334 ha.
Im Jahr 2000 wurde das Schlossnebengebäude restauriert. Neben vier Wohnungen entstanden im Erdgeschoss Vereinsräume und ein Ausstellungsraum.